# Starzlen
Die Starzlen ist ein rund zehn Kilometer langer rechter Nebenfluss der Muota im Schweizer Kanton Schwyz.

## Geographie

### Verlauf
Die Starzlen entspringt etwas unterhalb des Mieserenstocks auf etwa 1755 m ü. M. oberhalb des Pragelpasses direkt neben dem Quellgebiet der Chlü. Sie fliesst anfangs durch die Flachmoore Pragel und Guetentalboden, die beide im Bundesinventar der Flachmoore von nationaler Bedeutung eingetragen sind. Nach der Einmündung des Gämsstafelbachs von rechts durchquert sie die dicht bewaldete Starzlen-Schlucht, die sich erst bei Stalden wieder öffnet.
Bei Stalden nimmt sie kurz hintereinander von rechts den Rotenbach und den Teufbach auf, ehe sie auf 630 m ü. M. beim Dorf Muotathal von rechts in den Oberlauf der Muota mündet.

### Einzugsgebiet
Das Einzugsgebiet der Starzlen erstreckt sich über eine Fläche von 26,05 Quadratkilometer. Es besteht aus 36,6 % landwirtschaftlicher Fläche, 31,8 % bestockter Fläche, 29,6 % unproduktiver Fläche, 1,2 % Gewässerfläche und 0,8 % Siedlungsfläche. Der höchste Punkt liegt auf 2316 m ü. M. wenig unterhalb des Silberens, die durchschnittliche Höhe beträgt 1502 m ü. M.
Im Norden liegt das Einzugsgebiet der Sihl und ihres Nebenflusses Minster mit Zufluss Minster, im Osten das der Chlü, die in die Linth entwässert.

### Zuflüsse
- Gämsstafelbach (rechts), 1,6 km, 1,32 km²
- Himmelbach (rechts), 1,2 km, 0,63 km²
- Teufdolen(bach),(rechts), 1,5 km
- Braantobel(bach) (rechts), 1,1 km, 0,74 km²
- Riedbach (links), 1,3 km
- Horgrasentobel(bach), (rechts), 1,3 km
- Rotenbach (rechts), 2,0 km, 0,86 km²
- Teufbach (rechts), 1,9 km

## Hydrologie
Bei der Mündung der Starzlen in die Muota beträgt ihre modellierte mittlere Abflussmenge (MQ) 1640 l/s. Ihr Abflussregimetyp ist nival de transition und ihre Abflussvariabilität beträgt 19.